# Ubocze (województwo zachodniopomorskie)
Ubocze – osada w Polsce położona w województwie zachodniopomorskim, w powiecie szczecineckim, w gminie Grzmiąca.